# Jorge de Oliveira
Jorge de Oliveira (Leiria, 5 de Fevereiro de 1924 - Caxias, 6 Junho de 2012) foi um pintor português.
Frequentou a Escola Superior de Belas Artes de Lisboa e do Porto. Pertence à geração de pintores modernos, emergente nos anos 40, em Portugal. O seu percurso atravessa várias correntes artísticas, como o Neo-realismo, o Surrealismo e a Abstracção.
Artista representado na 1a e 2a Bienais do Museu de Arte Moderna de São Paulo em 1951 e 1953 (São Paulo, Brasil).
Participou no 1.º Salão de Arte Abstrata (Galeria de Março, Lisboa, 1954).
Em 1957, na 1a Exposição de Artes Plásticas da Fundação Calouste Gulbenkian, expõe a pintura a óleo Tentações (1950, 122x116cm).
Participa na 2a Exposição de Artes Plásticas da Fundação Calouste Gulbenkian, em 1961, com duas pinturas a óleo: Rua - Fuzeta (1960, 65x49,5 cm) e Rua - Olhão (1960, 61x50cm).
No seu percurso destacam-se as exposições individuais na Sociedade Nacional de Belas Artes (1950), no Atelier de Arpad Szenes em Paris (1951), na Galeria de Março (1953), Galeria Diário de Notícias (1971), Galeria Diprove em Lisboa (1973) e no Porto (1974). Em 1982, expõe os trabalhos a óleo em torno do tema do Cosmos.
A sua obra encontra-se representada em diversas colecções particulares nacionais e estrangeiras, na colecção do Museu Nacional de Arte Contemporânea – Museu do Chiado (Lisboa) e na colecção do Museu do Neo-realismo (V.F. Xira).
Em Maio de 2010 foi apresentado no Museu Nacional de Arte Contemporânea - Museu do Chiado, o filme documentário “Jorge de Oliveira - Matéria de Pintura]” (40’, Portugal, 2010), sobre o seu percurso de vida e obra.

## Citações e Publicações
- 1a Bienal do Museu de Arte Moderna de São Paulo (São Paulo, 1951).
- 2a Bienal do Museu de Arte Moderna de São Paulo – Arte Portuguesa (Catálogo, São Paulo, 1953).
- 1a Exposição de Artes Plásticas da Fundação Calouste Gulbenkian (Catálogo FCG, Lisboa, 1957).
- 2a Exposição de Artes Plásticas da Fundação Calouste Gulbenkian (Catálogo FCG, Lisboa, 1961).
- Art D’Aujourd’hui (Revista nº 4-5 série 5, Paris, 1954).
- La Peinture Abstraite, por Michel Seuphar (Ed. Flamarion, Paris).
- L’Art Abstraite, 1939-1970 vol.3, por M. Ragon e M. Seuphar (Maeght Ed., 1973).
- Dicionário da Pintura Universal , Vol. 3 (Ed. Estúdios Cor, Lisboa, 1973).
- A Arte em Portugal no Século XX, por José Augusto França (Bertrand Ed., Lisboa, 1974).
- Pintura Portuguesa Abstracta, por José Augusto França (Artis, Lisboa, 1960).
- Os nossos Artistas, por António Reis (Revista Guérin, Lisboa, 1971).
- Diário Popular - Artes e Letras, entrevista por João Gaspar Simões (Jornal, Lisboa, 25 de janeiro de 1950).
- A Pintura Portuguesa Contemporânea (Secretaria de Estado da Informação e Turismo).
- Flama, entrevista por Eurico Gonçalves (Revista nº 1221, Lisboa, 1971).
- Diário de Lisboa, entrevista da Redacção (Jornal, Lisboa, 9 de dezembro de 1973).
- RTP programa Perspectiva, entrevista por Rocha de Sousa (RTP, Lisboa, 29 de novembro de 1973).
- Um Tempo e um Lugar (Catálogo exposição C.M. V.Franca de Xira, 2005).
- Expresso, artigo por José Luís Porfírio (Jornal, Revista Actual, Lisboa, 14 de abril de 2006).
- Público, artigo por Luísa Soares Oliveira (Jornal, s. Arte, Lisboa, 13 de maio de 2006).
- Público, entrevista por Isabel Salema (Jornal, s. Cultura, Lisboa, 14 de maio de 2006).
- “Entre a matéria e o sonho”. Jorge de Oliveira - Catálogo da Exposição, curadoria de Luísa Duarte Santos, Associação Promotora do Museu do Neo-Realismo, Setembro 2006, p. [3-10].
- ArteCapital.net, artigo por David Santos (Ed. Online, Set. 2006).
- Antena 2, entrevista por João Almeida (RDP, Lisboa, 13 de janeiro de 2007).
- Uma arte do povo, pelo Povo e para o Povo (Catálogo exposição Inaugural Museu do Neorealismo, V.F. Xira, 2007).
- Olhar Picasso, Picasso e a Arte Portuguesa do Século XX, Curadoria por José Luís Porfírio (Catálogo exposição C.M. Portimão, 2008).
- Expresso, artigo por Celso Martins (Jornal, Revista Actual, Lisboa, 22 de agosto de 2009).
- Povo_People, Exposição no Museu Electricidade (Fundação EDP, Lisboa, Jun. 2010).
- Arte Portuguesa do Século XX, 1910-1960, Cap. A Abstracção em Portugal 1913-1960, por Pedro Lapa (MNAC- Museu do Chiado e Leya Ed., Lisboa, 2011).